# 封中平
封中平（1903年12月29日—1995年1月22日），名玉衡， 行五，光緒二十九年十一月十一日生於江蘇省泰興縣八區慶豐鄉封家園子。民國37年（1948年）在江蘇省第四選區當選第一屆立法委員。

## 生平
- 江蘇省立鎮江第九師範，以首名成績畢業留校任教
- 黃埔軍官學校教員
- 國民革命軍獨立四十師六十團書記
- 江蘇省清黨委員兼泰興縣黨部常務委員
- 淞滬司令部中校秘書
- 考入上海法政大學政經系，改讀中國公學大學部政經系
- 畢業後參加司法官考試及格，旋赴山東曲阜出任地方法院審判官
- 三民主義青年團江蘇(四區)支團部主任並兼復興社工作
- 國民政府軍事委員會南京政訓班教官
- 中央軍校特訓班教官
- 九江休養院政訓室監理員
- 第八陸軍醫院政訓室監理員
- 國民政府軍事委員會政治部巡迴督導團中校督導員
- 陸軍通信兵學校政治部上校教官
- 步兵學校上校主任教官
- 砲兵學校上校主任教官
- 中國青年軍二〇二師少將專任政治總教官
- 國民革命軍三十二軍（後整編為三十二師）政治部少將主任
- 國民革命軍整編八十五師及整編二十三師政治部主任
- 第一屆立法委員
- 貴州丹寨中學校長
- 教育部研究委員

## 家庭
封中平先生先是與閭哲華生下長子封金城曾任青年音樂社臺中分社副總幹事、第二任妻子翁見後生下封德城、封玉城、封連城、封宏育，共育有四男一女。